# Travestofilia
La travestofilia o, más formalmente, transvestofilia es el interés sexual por los travestis, es decir, por las personas que se visten con ropas asociados al sexo opuesto (usualmente hombres vestidos como mujeres).